# シェントルペルト
シェントルペルト(スロベニア語: Šentrupert)はスロベニアの町およびそれを中心とした基礎自治体でドレンスカ地方に属する。自治体は現在では南東スロベニア地域に含まれている。ミルナ低地の経済的文化的な中心であったが、鉄道が開業するとその中心は近隣のミルナ自治体に移った。地名は地元の教区教会からのもので、聖ルペルト (en) が献じられカトリック教会のノヴォ・メスト大司教区に属する。最初に言及されたのは1163年のことで、15世紀に改修された。